# خالد أحمد بزي
خالد أحمد بزي كان قائدا في الجناح العسكري لحزب الله المقاومة الإسلامية في لبنان.

## التاريخ
ولد بزي في بلدة بنت جبيل في جنوب لبنان. انضم إلى حزب الله في سن المراهقة وقاتل ضد الإسرائيليين خلال الصراع في جنوب لبنان (1982-2000). خلال حرب لبنان 2006 كان قائد قطاع في منطقة بنت جبيل التي تضم بلدتي بنت جبيل وعيناتا وقريتي مارون الراس وعيترون. شارك شخصيا في معركة مارون الراس ومعركة بنت جبيل. قتل في غارة إسرائيلية بدون طيار خلال معركة بنت جبيل وكان واحدا من كبار قادة حزب الله الذين يقتلون في الحرب.
كان خالد بزي يبلغ من العمر 13 عاما في عام 1982 عندما احتلت إسرائيل مسقط رأسه للمرة الثالثة في حياته. احتلت بنت جبيل في عملية مرجل 4 الموسعة في عام 1972 وعملية الليطاني في عام 1978. هذه المرة سيبقى الإسرائيليون 18 عاما. لقد عانى السكان الشيعة في جنوب لبنان من صعوبات خلال سنوات القتال بين الفلسطينيين والإسرائيليين. شعر العديد من سكان جنوب لبنان بالارتياح المبدئي بعد طرد الميليشيات الفلسطينية من المنطقة. هذا الشعور سرعان ما أصبح سيئا عندما أصبح واضحا أن الإسرائيليين سيبقون هناك. تطورت المقاومة المسلحة وهذه المرة بين السكان الشيعة في جنوب لبنان الذين يشكلون غالبية السكان في المنطقة.
هكذا نشأ بزي تحت الاحتلال الإسرائيلي. كان بعض أقاربه قد نشطوا سابقا في حركة فتح الفلسطينية. أصبح بزي وأصدقائه قريبا متعاطفين أو حتى نشطين في المقاومة الإسلامية الناشئة.
في عام 1985 انسحبت إسرائيل من معظم جنوب لبنان ولكنها واصلت السيطرة على منطقة أمنية تشكل نحو 10 في المائة من مساحة لبنان. أطلق الجيش الإسرائيلي عمليات تطهير في القرى الشيعية المتبقية تحت الاحتلال واعتقل أشخاصا يشتبه في تورطهم في المقاومة. ألقي القبض على العديد من أصدقاء بزي ونقلوا إلى معسكر سجن الخيام الشهير. هرب بزي نفسه من منزله ليلة واحدة وانزلق من المنطقة الأمنية. ذهب إلى بيروت وبدأ الدراسة في الجامعة. سرعان ما انسحب من المدرسة وأصبح ناشطا متفرغا في المقاومة.
خلال أكثر من 20 عاما من النشاط المسلح شارك في العديد من العمليات مثل عملية برعشيت الشهيرة في عام 1987. اقتحم مقاتلون من المقاومة الإسلامية واحتلوا موقعا استيطانيا تابع لجيش لبنان الجنوبي في المنطقة الأمنية. قتل عدد من مدافعيها أو أسروا ورفع علم حزب الله فوقه. تم تفجير دبابة إم 4 شيرمان وتم القبض على مدرعة من طراز إم-113 ودفعه على طول الطريق إلى بيروت.
شارك بزي في زرع قنابل قاتلة على جانب الطريق مثل حولا ومركبا والعبد في التسعينات. شارك في محاولة قتل العميد الجنرال إيلي أميتاي رئيس وحدة الاتصال التابعة لجيش الدفاع الإسرائيلي في جنوب لبنان وبالتالي القائد الفعال للمنطقة الأمنية. في 14 ديسمبر 1996 أصيب أميتاي بجروح عندما تعرضت قافلة تابعة للجيش الإسرائيلي إلى كمين في القطاع الشرقي من المنطقة الأمنية. بعد أقل من أسبوع أصيب أميتاي بجراح أخرى عندما أطلق حزب الله وابل هاون على موقع لجيش لبنان الجنوبي بالقرب من برعشيت كان يزوره مع اللواء أميرام ليفين رئيس القيادة الشمالية للجيش الإسرائيلي.
كما شارك في اغتيال عدد من كبار ضباط جيش لبنان الجنوبي الذين اعتبرهم حزب الله خونة من بينهم عقل هاشم القائد الثاني في جيش لبنان الجنوبي الذي قتل في انفجار قنبلة نائية في يناير 2000. تم توثيق عملية اغتيال هاشم خطوة بخطوة وتم بث اللقطات على قناة المنار التابعة لحزب الله. كانت العملية والطريقة التي عرضت بها في وسائل الإعلام ضربة مدمرة للروح المعنوية في جيش لبنان الجنوبي.

### 2006-2000
أدى الانسحاب الإسرائيلي من المنطقة الأمنية في ربيع عام 2000 إلى انهيار فعلي لجيش لبنان الجنوبي الخاضع لسيطرة إسرائيل. في 26 مايو 2000 عقد الأمين العام لحزب الله حسن نصر الله خطابه الشهير في النصر في بنت جبيل حيث قارن قوة إسرائيل بشبكة العنكبوت. أثار خطاب نصر الله غضب العديد من الضباط الإسرائيليين. يوضح هذا الغضب إلى حد كبير سبب استهداف بنت جبيل في عام 2006.
بعد الانسحاب الإسرائيلي من جنوب لبنان عاد خالد بزي إلى بنت جبيل وواصل مشاركته في الأنشطة العسكرية. كان مسؤولا عن عمليات الأسر. شارك في الغارة الفاشلة عام 2005 عندما قتل خمسة من مقاتلي حزب الله في محاولة فاشلة لاختطاف جندي إسرائيلي. نظم بزي عام 2006 غارة على حزب الله عبر الحدود قتل فيها ثمانية جنود إسرائيليين واختطف اثنان. مما أدى إلى حرب لبنان 2006.
بعد اختطاف الجنديين عاد بزي إلى منصبه كرئيس للعمليات في منطقة بنت جبيل التي تضم بلدتي بنت جبيل وعيناتا وقريتي مارون الراس وعيترون. قاد قوة قوامها نحو 140 مقاتلا، منتشرين في المنطقة.
شارك بزي في معركة مارون الراس. غزا الجيش الإسرائيلي في نهاية الأمر معظم القرية بعد 10 أيام من القتال. انسحب المدافعون عن حزب الله في نهاية المطاف بعد تعرضهم لإصابات كبيرة من الإسرائيليين. بسبب تردد بزي في استخدام أجهزة الراديو في اتجاهين فقد الاتصال معه عدة مرات خلال المعركة وفي وقت ما كان يخشى أنه قد قتل. إلا أنه خرج دون أن يصاب بأذى واستمر في قيادة الدفاع من بنت جبيل. بحسب حزب الله لم يقتل في هذه المعركة سوى سبعة من المدافعين عن مارون الراس السبعة عشر.
في 23 يوليو أطلق الجيش الإسرائيلي معركة بيت جبيل التي صممت كحركة كسارة لمهاجمة بنت جبيل في وقت واحد من الشرق والغرب. كان الهدف هو غزو البلدة وتطهيرها من مقاتلي حزب الله وبنيته التحتية. قتل 8 جنود إسرائيليون وحوالي 40 من مقاتلي حزب الله. قتل 26 مسلحا آخرين بعد يومين في كمين على الضواحي الغربية للبلدة.
بعد عدة أيام من القتال انسحبت القوات الإسرائيلية. غير أن بنت جبيل دمرت إلى حد كبير بسبب القصف المكثف الذي قامت به القوات الجوية الإسرائيلية والمدفعية.
في 29 يوليو قتل بزي في غارة شنتها طائرة إسرائيلية بدون طيار على منزل في بلدة بنت جبيل القديمة. انهار المنزل وقتله فضلا عن قائد حزب الله السيد أبو طام ومقاتل ثالث. لم يمكن استرجاع جثثهم إلا بعد عدة أيام من وقف إطلاق النار.
هناك اقتراحات بأن بزي رفض في وقت سابق طاعة الأوامر للانسحاب من المدينة قائلا أنه لن يترك المكان إلا شهيد. لم يؤكد قادة حزب الله الذين تحدثوا إلى الأخبار اللبنانية بعد عام من الحرب هذه النسخة من الأحداث. وفقا لهم فإن المكان المناسب للقائد كان مع المقاتلين في ساحة المعركة. لكن بزي وأبو طام تعرضوا لانتقادات لانتهاكهم اللوائح العسكرية من خلال كونهم في نفس المكان خلال معركة.
المثير للدهشة أن إسرائيل لم تكن على علم تام بكل من وفاة بزي والدور الهام الذي لعبه في خطف الجنديين الإسرائيليين والدفاع عن بنت جبيل. لم تقر صحيفة إسرائيلية بوجوده قبل عام 2013. في يوليو 2013 ذكرت صحيفة هآرتس أن حزب الله لأول مرة كشف هوية خالد بزي قائدا لوحدة الاختطاف وأنه قتل لاحقا في الحرب. الحقيقة أن قائد حزب الله في عام 2007 قال لصحيفة الأخبار اللبنانية أن بزي شارك في العملية وأنه توفي كقائد في معركة بنت جبيل. علاوة على ذلك قال حسين سليمان أحد مقاتلي حزب الله الذي قبضت عليه إسرائيل والذي شارك في اختطاف الجنديين الإسرائيليين لخاطفيه أنه كلفه بمهامه من قبل الحاج قاسم (بزي).
خلف بزي قائد القطاع محمد قانصو (ساجد الدويير) وهو قائد للقوة الخاصة الذي قتل أيضا في غارة جوية إسرائيلية بعد 10 أيام. حاول الجيش الاسرائيلى للمرة الثانية احتلال بنت جبيل في الفترة من 6 إلى 8 أغسطس وهو الأمر الذي لم يكن ناجحا أكثر من المحاولة الأولى.
إن حزب الله منظمة سرية للغاية ولا يزال أفراد الجناح العسكري دائما مجهولين. بصرف النظر عن أصدقاء بزي وأقاربهم وجيرانهم كان عدد قليل من اللبنانيين قد سمعوا عن اسمه قبل حرب عام 2006. بالنسبة إلى زملائه في حركة المقاومة كان يعرف بالاسم الحركي الحاج قاسم الذي يستخدمه أعضاء المقاومة الإسلامية داخل حزب الله. فقط مع وفاته فإن هويته أصبحت معروفة على نطاق واسع في لبنان.
على الرغم من عدم ذكر اسمه فإن وفاة بزي في مقابلة مع الأمين العام لحزب الله حسن نصر الله مع قناة الجديد بعد فترة وجيزة من الحرب (27 أغسطس 2006). أشار نصر الله إلى أن أيا من المستوى الأول أو الثاني من مسؤولي الحزب استشهد ولكن ثلاثة من قادة المستوى الثالث قد لقوا مصرعهم في الحرب بما في ذلك «ضابط عمليات في محور بنت جبيل» إشارة واضحة لبزي.
دفن خالد بزي في مقبرة الشهداء في بنت جبيل. أقيم نصب تذكاري في المدينة يحتفل به وخمسة من قادة وشهداء بنت جبيل الذين لقوا مصرعهم في حرب 2006 أو في حروب سابقة. خلف زوجة وثلاثة أطفال وهم زينب ومحمد وعلي. أفيد أن أسرته اضطرت إلى تغيير مقر سكنها 14 مرة في السنوات 18 الماضية بسبب اعتبارات أمنية.

## الوصلات الخارجية
- (أمير ساحات المعركة) أمير الميادين, فيلم وثائقي عن خالد بزي English subtitles على يوتيوب